# Edmond Lévy (réalisateur)
Pour les articles homonymes, voir Lévy et Edmond Lévy.
Edmond Lévy est un réalisateur français originaire de Gibraltar[réf. nécessaire], né de nationalité britannique le 1er septembre 1925 à Casablanca (Maroc) et mort à Paris le 12 juin 1995.

## Biographie
Il fit ses études secondaires au Lycée Lyautey de Casablanca, puis à l'École nationale supérieure des beaux-arts de Paris, et à l'IDHEC.
Élève de Georges Sadoul et Jean Mitry, il travaille sur des films sur l'art, au cinéma et à la télévision: il réalise principalement des documentaires, consacrés notamment à Brueghel l'ancien (1952, sélection française au festival de Cannes 1953, texte d'André Chamson dit par Michel Bouquet), Denise Colomb (1960), Nicolas de Staël (1963) et Francis Bacon (1970), qui sont les premiers sur ces artistes. Il est le collaborateur artistique de Max-Pol Fouchet sur Terre des Arts (1964-1974), première série sur l'art à la télévision française.
Mélomane lié à Henri Sauguet, Yvonne Lefébure et Maurice Ohana, il se tourne ensuite vers la musique avec des films sur Alfred Cortot, Jacques Thibaud et surtout Bohuslav Martinů en 1987, qu'il a contribué à faire connaître en France.
Diplômé de l'IDHEC en 1947 où il fréquente Alain Resnais, Claude Sautet, Jean-Christophe Averty et François Billetdoux, il fait  son apprentissage au Maroc comme assistant-stagiaire sur Othello d'Orson Welles en 1952, puis auprès de Jean Renoir, Billy Wilder, Vincente Minnelli, Martin Ritt, Jacqueline Audry (Huis clos, 1954), Alexandre Astruc (Les Mauvaises Rencontres, 1955), ou André Cayatte. Dans les années 50, pour divers projets qu'il met en œuvre, il fréquente Le Corbusier (La Cité radieuse, 1950), Jean-Christophe Averty (L'érotisme, 1955), Jean Cocteau (La Chapelle Saint-Pierre de Villefranche - avec Resnais, 1957) et Jean Cayrol (L'oiseau a vu tout cela, 1959). Tiré d'une nouvelle de Pierre Moinot, il réalise en 1960 un court-métrage de fiction, La Blessure, co-produit par son ami Jean-Daniel Pollet (post-production), qui donne l'un de ses tout premiers rôles à Bernard Fresson et sort en salle en première partie de La Vérité de Clouzot.
Il est l'auteur d'un roman : La Fin du premier jour (Gallimard, 1956), de Scalpel de l'indécence, un ouvrage sur Jean Raine (Paroles d'Aube, 1994), ainsi que du catalogue commémoratif du cinquantenaire du Prix Long-Thibaud en 1993.
Son Max-Pol Fouchet, profil d'une œuvre (CD, éditions Adès) a obtenu le Grand Prix de l'Académie Charles-Cros en 1990 (Prix de la parole enregistrée).
Chevalier des Arts et Lettres en 1992, entré dans le Dictionnaire des réalisateurs de Jean Tulard (Bouquins-Laffont), il meurt à Paris le 12 juin 1995.
Il est le père de Stéphan Lévy-Kuentz et de François Lévy-Kuentz.

## Filmographie

### Cinéma
Réalisateur
- 1953 : Peter Bruegel l'Ancien (documentaire)[2], sélection française au festival de Cannes 1953[3] et festival de Karlovy Vary 1954
- 1960 : La Blessure (court métrage de fiction d'après une nouvelle de Pierre Moinot, avec Bernard Fresson)
- 1961: Saul Steinberg (Avec René Blanchard) Service de la recherche de l'ORTF/Pierre Schaeffer
- 1961 : Denise Colomb (à propos de la photographie), Service de la recherche de l'ORTF/Pierre Schaeffer.
- 1963 : Nicolas de Staël. Texte dit par Michel Auclair. Avec la participation de Jean Bauret, Cora Vaucaire.
- 1970 : Francis Bacon. Texte dit par Hugues Quester.

Scénariste, dialoguiste
- 1957 : Vango en collaboration avec Ruy Guerra
- 1960 : Entre Marne et Seine de Henri de Hubsch
- 1968 : Les Secrets de la mer Rouge de Pierre Lary (série télévisée d'après l’œuvre d'Henry de Monfreid). Musique : François de Roubaix.
- 1972 : Georgina de Volker Schlöndorff d'après Henry James, direction de la version française

### Télévision
Documentaires
- 1964 - 1974 : Terre des Arts (série de documentaires sur l'art de Max-Pol Fouchet)
- 1969 : La lune est un songe, approche historique et poétique (documentaire)
- 1971 : Pour que l'âme s'y plaise, évocation poétique des Vins de Bordeaux (documentaire)
- 1975 : Les Chants de David, la musique liturgique juive (documentaire musical)
- 1976 : Saint-Guilhem-le-Désert avec Claude Giraud dans le rôle de Guillaume d'Aquitaine. Participation musicale de Maxence Larrieu (documentaire)
- 1977 : Musique, médecine de l'âme, premiers essais de musicothérapie en France (documentaire musical)
- 1978 : Jusqu'à son dernier souffle, biographie de Punch Miller (documentaire musical)
- 1983 : Jacques Thibaud, violoniste français (documentaire musical). Avec Yehudi Menuhin, Jean-Louis Barrault, Aldo Ciccolini, Georges Guétary.
- 1987 : Bohuslav Martinu[4], avec le concours de l'Orchestre symphonique de Prague, Paul Sacher et Rudolf Firkusny. (documentaire musical)
- 1989 : Hommage à Charles Imbert (documentaire)

Émissions
- 1974-1978 : Concerts et opéras, Orchestre National - Orchestre de Radio France, Opéra de Paris (Dir., S. Célibidace, L.Maazel...)
- 1978 : Il y a cent ans naissait Alfred Cortot. Avec Yvonne Lefébure et Bernard Gavoty.
- 1983-85 : Droit de Réponse, de Michel Polac (réal M. Dugowson). Assistant et responsable livres.
- 1986 : Mahler, Orchestre Philharmonique de Radio France
- 1989-1990 : Musicales (magazine télévisé)

## Publications
- La Fin du premier jour, roman, Gallimard, 1956, BNF 41662271 (première liste Goncourt).
- Scalpel de l'indécence, préface et entretiens avec Jean Raine, poète et peintre belge, éd. Paroles d'Aube, 1994
- Ménalque et Chaplin, essai (Combat, 1957)
- De Bruegel à Goya, essai (Les Lettres françaises, 1959)
- Cent ans d'École alsacienne (1974), texte commémoratif du centenaire
- Jacques Thibaud ou le violon heureux (1993), cinquantenaire du concours Long/Thibaud
- Dictionnaire encyclopédique Quillet (1965) : « L'école documentaire française » (p. 1183), avec Franju, Resnais, Kast, Leenardt et Mitry.

## Distinctions
- Grand prix du disque de l'Académie Charles Cros, 1990. Prix de la Parole enregistrée pour Max Pol Fouchet, profil d'une œuvre, CD, éditions ADES
- Chevalier de l'Ordre des Arts et des Lettres, 1992